# The Gang’s All Here (Album)
The Gang’s All Here ist das 2022 veröffentlichte sechste Studioalbum der US-amerikanischen Hardrock-Band Skid Row. Es ist das erste mit Sänger Erik Grönwall, der zuvor ZP Theart ersetzt hatte. Es ist zudem das erste Studioalbum nach 16 Jahren.

## Produktion
Das Album wurde im WireWorld Studio, Nashville, Tennessee aufgenommen. Produzent war Nick Raskulinecz. Die Aufnahmen fanden von 2021 bis 2022 statt. Rachel Bolan und Dave Sabo äußerten sich zum Album: “We are beyond excited to release this record. It has been a long time in the making and a lot of hard work has been put into it by the band and our producer Nick Raskulinecz. And the addition of Erik has lifted the songs to new heights. Add all this to the fact that we start our world tour in Las Vegas with the Scorpions residency this Saturday at Zappos Theater makes it easy to say that Skid Row is going to have a great year.” Einige Songs wurden noch von Erik Grönwalls Vorgänger ZP Theart mitverfasst.

## Titelliste
| No.          | Titel                     | Autor(en)                            | Länge |
| ------------ | ------------------------- | ------------------------------------ | ----- |
| 1.           | „Hell or High Water“      | Rachel Bolan, Dave „The Snake“ Sabo  | 4:41  |
| 2.           | „The Gang's All Here“     | Bolan, Sabo, Paul Taylor             | 3:37  |
| 3.           | „Not Dead Yet“            | Bolan, Sabo, Z P Theart              | 2:48  |
| 4.           | „Time Bomb“               | Bolan                                | 4:14  |
| 5.           | „Resurrected“             | Bolan, Scotti Hill, Sabo             | 3:25  |
| 6.           | „Nowhere Fast“            | Johnny Andrews, Bolan, Hill, Sabo    | 3:44  |
| 7.           | „When the Lights Come On“ | Bolan                                | 3:54  |
| 8.           | „Tear It Down“            | Bolan, Marti Frederiksen, Hill, Sabo | 3:57  |
| 9.           | „October's Song“          | Bolan, Sabo, Theart                  | 7:07  |
| 10.          | „World on Fire“           | Bolan, Sabo, Theart                  | 3:37  |
| Gesamtlänge: | Gesamtlänge:              | Gesamtlänge:                         | 41:15 |

## Rezeption

### Rezensionen
Metal.de schrieb: „Nach 1991 haben sich Skid Row die Zähne daran ausgebissen, einen würdigen Nachfolger zu ihren ersten beiden Platten abzuliefern. Als nach „Revolutions Per Minute“ über anderthalb Jahrzehnte hinweg kein Album mehr kam, wirkte es so, als habe die Band selbst dieses Vorhaben komplett aufgegeben. Umso beeindruckender ist es, wie sie mit „The Gang’s All Here“ endlich eine Scheibe vorlegen, die nahtlos an das Debüt und „Slave to the Grind“ anschließt. Auf diesem Niveau darf gerne noch mehr kommen. Aber bitte nicht erst in 16 Jahren.“

### Charts und Chartplatzierungen
| ChartsChartplatzierungen     | Höchstplatzierung | Wochen |
| ---------------------------- | ----------------- | ------ |
| Deutschland (GfK)            | 15 (2 Wo.)        | 2      |
| Österreich (Ö3)              | 28 (1 Wo.)        | 1      |
| Schweiz (IFPI)               | 5 (1 Wo.)         | 1      |
| Vereinigtes Königreich (OCC) | 67 (1 Wo.)        | 1      |